# Wahlen in Palau 1988
Die Wahlen in Palau (General elections) wurden am 2. November 1988 im pazifischen Inselstaat Palau durchgeführt um den Präsidenten und den Olbiil Era Kelulau (National Congress) zu wählen. Alle Kandidaten traten als unabhängige an.
Ngiratkel Etpison wurde als Präsident gewählt, während Kuniwo Nakamura Vizepräsident wurde. Die Wahlbeteiligung lag bei 82,6 %.

## Wahlergebnisse

### Präsident
Die Kandidaten wurden von 9.210 Wählern bei 11.146 Stimmberechtigten gewählt. Ungültig waren nur 108 Stimmen. Die Stimmen teilten sich auf wie folgt:
- Ngiratkel Etpison 2.392 Stimmen
- Roman Tmetuchl 2.361
- Thomas Remengesau, Sr. 1.773
- John Ngiraked 769
- Ibedul Gibbons 731
- Moses Uludong 590
- Santos Olikong 476 Stimmen.[1]

### Vizepräsident
Bei der Wahl zum Vizepräsident gab es 343 ungültige Stimmen. Es erhielt Kuniwo Nakamura 5.482 Stimmen und Kazuo Asamuna 3.328 Stimmen.

### Senat
Bei der Wahl für die 14 Sitze im Senat gab es 433 ungültige Stimmen. Alle Kandidaten wurden gewählt.

### House of Delegates
Bei der Wahl für die 16 Sitze im House of Delegates gab es 553 ungültige Stimmen. Auch erhielten alle Kandidaten einen Sitz.